# Sierramyia nagatomii
Sierramyia nagatomii är en tvåvingeart som först beskrevs av Santos 2006.  Sierramyia nagatomii ingår i släktet Sierramyia och familjen snäppflugor. Inga underarter finns listade i Catalogue of Life.